# Референдуми в Україні
Референдуми в Україні — спосіб прийняття електоратом (виборцями) рішення з конституційних, законодавчих чи інших внутрішньо- чи зовнішньополітичних питань шляхом відповіді на конкретно сформульовані запитання, на які можлива відповідь у формі «Так» або «Ні». З 1991 року в Україні відбулося два всеукраїнських референдуми.
26 січня 2021 року прийнятий Закон України «Про всеукраїнський референдум», що визначає правові засади здійснення народного волевиявлення через всеукраїнський референдум, його організацію та порядок проведення.

## Всеукраїнські референдуми

### Всеукраїнський референдум 1991
Першим загальнонаціональним референдумом був референдум щодо проголошення незалежності України, який було проведено 1 грудня 1991 р. На референдум було винесено одне питання: «Чи підтверджуєте Ви Акт проголошення незалежності України?». Текст Акту проголошення незалежності України, прийнятий Верховною Радою 24 серпня 1991 року, було наведено у виборчому бюлетені. Громадяни України висловились на підтримку незалежності. У референдумі взяли участь 31 891 742 особи — 84,18 % населення України. З них 28 804 071 особа (90,32 %) проголосувала за, відповівши «Так».
|          |  |       |  |      |  |
| діаграма |  | «Так» |  | «Ні» |  |

### Всеукраїнський референдум 2000
Всеукраїнський референдум 16 квітня 2000 року — опитування думки громадян України з приводу реформи системи державного управління. Референдум було ініційовано Президентом України Леонідом Кучмою і організовано Центральною виборчою комісією на основі «народної ініціативи» населення усієї країни. Проте ця «ініціатива» була розкритикована як намагання олігархів із оточення Кучми зберегти владу і перешкодити Вікторові Ющенку, який на той момент був популярним політиком, перемогти на наступних президентських виборах. Опозиційні партії намагалися оскаржити законність цього референдуму.
На референдум було винесено чотири питання, які стосувалися:
- обмеження депутатської недоторканості;
- установлення додаткових підстав для розпуску Президентом України Верховної Ради;
- зменшення кількості народних депутатів з 450 до 300;
- формування двопалатного парламенту.

За офіційними даними на всі чотири поставлені питання виборці дали ствердну відповідь (від 81,7 % до 89,9 %), проте відповідні зміни до законодавства так і не було внесено Верховною Радою.

## Місцеві референдуми

### Галицький референдум 1991
Галицький обласний референдум відбувся 17 березня 1991 року у Івано-Франківській, Львівській і Тернопільській областях одночасно з Всесоюзним референдумом про збереження СРСР і республіканським референдумом. На нього винесено питання «Чи хочете Ви, щоб Україна стала незалежною державою, яка самостійно вирішує всі питання внутрішньої і зовнішньої політики, забезпечує рівні права громадянам, незалежно від національної та релігійної приналежності?». Відповідь «Так» дали 88,3 % виборців цих трьох областей (цей показник становив від 87 % до 90 %)

### Закарпатський референдум 1991
Загальнообласний референдум у Закарпатській області відбувся 1 грудня 1991 року, одночасно зі Всеукраїнським референдумом. Ставилося питання «Чи бажаєте Ви, щоб Закарпаття отримало статус автономної території, як суб'єкта у складі незалежної України і не входило в будь-які інші адміністративно-територіальні утворення?». Ствердну відповідь дали 546 450 виборців області, або 78,6 %. Найменшу підтримку питання референдуму здобули у Рахівському районі (54 %), найбільшу — в Ужгородському та Берегівському (майже 90 %)
|                           | «так»  |
| Ужгородський район        | 89,7 % |
| Берегівський район        | 88,9 % |
| Свалявський район         | 86,5 % |
| Великоберезнянський район | 86,3 % |
| Мукачівський район        | 86,1 % |
| Воловецький район         | 85,2 % |
| Мукачеве                  | 84,7 % |
| Перечинський район        | 84,2 % |
| Виноградівський район     | 83,2 % |
| Ужгород                   | 82,7 % |
| Іршавський район          | 80,1 % |
| Хустський район           | 70,4 % |
| Тячівський район          | 61,8 % |
| Міжгірський район         | 59,4 % |
| Рахівський район          | 54,1 % |

### Референдуми на Донбасі

#### Референдум на Донеччині та Луганщині 1994
Обласне консультативне опитування в Донецькій і Луганській областях відбулося 27 березня 1994 року одночасно з виборами до Верховної ради України. На нього винесено 4 питання: про федералізацію України, про російську як другу державну, про статус російської мови нарівні з українською в діловодстві, освіті та науці Донеччини й Луганщини, про глибшу інтеграцію в СНД. На всі ці питання виборці дали схвальну відповідь (від 80 до 90 % голосів «за»).

#### Референдум на Донеччині та Луганщині 2014
11 травня 2014 року було проведено три псевдореферендуми в деяких населених пунктах Донецької і Луганської областей. Два псевдореферендуми були організовані проросійськими силами. Ще один псевдореферендум як жарт — «референдум» передбачав приєднання Донецької області до Дніпропетровської області. Всі референдуми були проведені всупереч Конституції України, з системними порушеннями ґрунтовних міжнародних принципів і процедур проведення референдумів, і є нелегітимними, їх результати не були визнані українською владою, а також не були визнані Євросоюзом і США.

### Референдуми у Криму

#### Референдум про статус Криму 1991
20 січня 1991 відбувся референдум про статус Криму, який бойкотували кримські татари. За його результатами 12 лютого 1991 року Кримська область була перетворена в Кримську АРСР у складі УРСР.

#### Референдум про статус Криму 1994
На другому з'їзді Республіканської партії Криму, у жовтні 1993 року, Юрій Мєшков заявив, що майбутнє Криму залежить від «економічної й політичної незалежності Республіки Крим» і досягнуто це буде за допомогою місцевого референдуму. 30 січня Мєшков отримав перемогу в другому турі виборів президента Республіки Крим. 11 березня Український Громадянський конгрес Криму і Українська Республіканська партія (кримський осередок) прийняли резолюцію, в якій засудили декрет Мєшкова про проведення референдуму стосовно незалежності. 14 березня Центральна виборча комісія Криму оголосила прийнятий Мєшковим закон про референдум незаконним. 16 березня Кравчук заявив, що Мєшков перевищив свої повноваження призначивши референдум. Кравчук видав декрет, в якому проголосив майбутній референдум незаконним. Мєшков відповів, що референдум все одно відбудеться. 21 березня Мєшков створив спеціальну президентську комісію для проведення референдуму про статус Криму.
27 березня було проведено референдум про статус Криму. В референдумі взяло участь 1,3 мільйони громадян, з яких 78,4 % підтримали розширення автономії, 82,2 % (82,8 %) — висловилися на користь подвійного російсько-українського громадянства, а 77,9 % (80 %) проголосували за те, щоб укази президента Криму мали силу законів.,

#### Референдум про статус Криму 2014
Псевдореферендум про статус Автономної Республіки Крим відбувся 16 березня 2014 року та є нелегітимним. Був призначений 27 лютого Верховною Радою Криму; спочатку був запланований на 25 травня, згодом дату проведення перенесли на 30 березня, а потім — на 16 березня. На референдумі було поставлено два питання: про відновлення конституції Криму 1992 року і про входження Криму до складу Росії.
ООН, СНД, ЄС та ОБСЄ своїх офіційних спостерігачів не надсилали. Референдум був проведений за допомогою російських військ.
За оголошеними організаторами результатами референдуму, за приєднання до Росії у Криму (крім Севастополя) проголосувало 96,77 % учасників голосування, у Севастополі — 95,6 %. На сайті ради при президентові Росії з питань розвитку громадянського суспільства та прав людини на короткий час з'явилася інформація, що у референдумі брало участь не більше 30 %, з яких близько 50 % висловилося за приєднання до Російської Федерації. Дані про 30-40 процентну явку оприлюднив і Меджліс кримськотатарського народу.
У Севастополі проходив окремий референдум, оскільки місто не входить до Автономної Республіки Крим.